# Міжнародна реакція на анексію Криму Російською Федерацією

Міжнародна реакція на кримську кризу 2014 року (згідно з офіційними заявами урядів).
----
Заявили тільки про занепокоєння або сподіваються на мирне вирішення конфлікту
Підтримують територіальну цілісність України
Засуджують російські дії
Засуджують російські дії (військову інтервенцію та інввазію)
Підтримали російські дій та/або осудили тимчасовий уряд України
"Проросійські" в даному конфлікті або мають інші зацікавленості
----
Україна
Російська Федерація

Міжнародна реакція на анексію Криму Російською Федерацією є негативною (в більшості країн світу). Уряди держав різко засудили дії Російської Федерації на півострові. Держави визнають суверенітет та територіальну цілісність України або просто підтримують швидкий вихід країни з цієї кризи. Сполучені Штати Америки та Європейський Союз пригрозили санкціями Російській Федерації, а згодом ввели їх у дію та закликали Росію вийти з Кримського півострову. Росія звинуватила Сполучені Штати Америки та Європейський Союз у фінансуванні та організації революції та показово ввела санкції у відповідь.

## Держави-члени ООН та спостерігачі

### Колишні республікиРадянського Союзу
- Вірменія: 7 березня 2014 року Президент Вірменії Саргсян Серж Азатович на засіданні Європейської народної партії в Дубліні заявив, що «Українські події викликають серйозні занепокоєння у всіх нас».[4] Він закликав «створити всі можливі заходи для зняття напруги та знайти, за допомогою діалогу, прийнятне рішення». Під час телефонної розмови з Путіним, 19 березня, Саргсян Серж Азатович сказав, що референдум у Криму був здійснений згідно народних прав самовизначення через вільне волевиявлення.[5][6]
- Азербайджан: Посол Азербайджану в Україні, Ейнулла Мадатлі, виразила 3 березня публічну підтримку територіальній цілісності України.[7]
- Білорусь: 28 лютого 2014 року Міністерство закордонних справ Білорусі виразило занепокоєння щодо подій в Україні.[8] 5 березня Президент Білорусі Олександр Лукашенко заявив про підтримку територіальної цілісності України.[9] 19 березня 2014 року, Міністерство закордонних справ опублікувало іншу заяву.[10] 23 березня президент Олександр Лукашенко назвав Крим, де-факто, частиною Росії, але зазначив, що «Україна повинна залишатися цілісною, неподільною, позаблоковою державою».[11]
- Естонія: 1 березня 2014 року Міністр закордонних справ Естонії, Урмас Пает, заявив, що «рішення Російської державної думи про легалізацію використання військ в Україні є однозначною загрозою для українського суверенітету та територіальної цілісності», та що російські «мілітарні погрози та дії проти України повинні припинитись». Він закликав українське керівництво зменшити напругу та відновити суспільну єдність.[12] Естонський президент, Тоомас Гендрік Ільвес, заявив, що «невиконання статей Будапештського меморандуму може мати далекосяжні наслідки для майбутніх поколінь. Я не знаю, яка країна в майбутньому здасть свою ядерну зброю в обмін на гарантування безпеки».[13]
- Грузія: 1 березня 2014 року, Президент Грузії Георгій Теймуразович Маргвелашвілі закликав міжнародну спільноту «не дозволити розпочати новий конфлікт у Європі та використати всі доступні методи для запобігання можливої агресії та збереження суверенітету і територіальної цілісності України».[14] 6 березня Парламент Грузії прийняв резолюцію про підтримку суверенітету і територіальної цілісності України та рішуче засудив силові дії проти суверенітету України, які здійснює Російська Федерація, а також всі інші дії, що здійснюються з порушенням основних принципів міжнародного права. У резолюції наголошується, що «нещодавні агресивні дії Російської Федерації проти суверенітету та територіальної цілісності України, які здійснені за допомогою військових частин на території України, є порушенням положень двосторонніх угод та містять загрозу масштабної військової агресії. Це свідчить не тільки про серйозну загрозу для дружньої України, але й для Грузії та Європи в цілому».[15] 11 березня Президент Грузії заявив, що «непокараність Російської Федерації у 2008 році за військову інвазію в Грузію, дозволила Москві думати і про захоплення Криму».[16]
- Казахстан: 3 березня Міністерство закордонних справ Казахстану заявило, що Казахстан глибоко стурбований теперішньою ситуацією в Україні. У заяві закликано всі сторони відмовитися від використання військових сил та вирішити кризу шляхом переговорів, «заснованих на повазі до основних принципів міжнародного права».[17] Проте президент Казахстану, Токаєв Касим-Жомарт Кемельович, який перейняв владу від Назарбаєва Нурсултана Абішовича у 2019 році, сказав, під час візиту в Німеччині, що Крим не анексований, а краще використовувати слово «приєднаний», що викликало згодом осуд МЗС України.[18]
- Киргизстан: Киргизстан визнав тимчасовий український уряд легітимним та висловив стурбованість кризою в країні. Також Киргизстан засудив будь-яку діяльність, спрямовану на дестабілізацію ситуації в Україні.[19] 16 березня Міністр закордонних справ Киргизстану виклав іншу заяву в якій «Республіка Киргизстан, як і раніше, притримується позиції, що нерозважні дії та корупція попередньої української влади призвели до теперішньої кризи та смертей десятків невинних людей. У той же час, результати референдуму в Криму, 16 березня цього року, представляють волю абсолютної більшості населення Автономної Республіки. Це є об'єктивна реальність, незважаючи на полярні оцінки, які були дані референдуму».[20]
- Латвія: Президент Латвії, спікер парламенту, Прем'єр-міністр та Міністр закордонних справ опублікували загальну заяву, в якій вказано, що «Латвія рішуче стоїть за підтримку територіальної цілісності України та вважає, що будь-які заходи, які спрямовані на розділення українського суспільства та будуть піддавати сумніву територіальну цілісність України мають бути засуджені якнайшвидше».[21] Міністр закордонних справ Латвії, Едгар Рінкевичс, сказав, що «Кримський сценарій нагадує окупацію Радянським Союзом Балтійських держав у 1940 році. Історія повторюється. Вперше як трагедія, вдруге як фарс».[22] 28 серпня 2014 року Міністерство закордонних справ опублікувало заяву в якій «Латвія засуджує інвазію військових сил Російської Федерації на територію України. Це репрезентує відкриту агресію, яка здійснена проти суверенітету і територіальної цілісності України та підриває фундаментальні принципи міжнародного права».[23]
- Литва: 28 лютого 2014 року Міністерство закордонних справ Литви повідомило, що вони викликали посла Росії в Литві для роз'яснення ситуації в Україні. Президент Литви, Даля́ Грибауска́йте сказала, що Росія є небезпечною: «Після України буде Молдова, а після Молдови будуть інші країни. Росія намагається перемалювати кордони Європи після Другої світової війни».[22][24]
- Молдова: 2 березня 2014 року Президент Молдови, Ніколае Тімо́фті, заявив, що «Молдова підкреслює важливість зберігання українського суверенітету і територіальної цілісності та недопускання порушення принципів міжнародного права».[25]
- Узбекистан: Міністерство закордонних справ Узбекистану виклало заяву, в якій говориться, що російські дії в Криму «становлять реальні загрози для суверенітету та територіальної цілісності країни» та «викликають сильну тривогу та занепокоєння в Узбекистані».[26][27]

### Інші держави
- Афганістан: Президент Хамід Карзай зробив наступну заяву: «Ми поважаємо рішення людей в Криму, яке було зроблене на нещодавньому референдумі. Це свідчить про те, що Крим є частиною Російської Федерації».[28]
- Албанія: 3 березня 2014 року в заяві Міністерства закордонних справ Албанії засуджувалася військова інтервенція Російської Федерації в Україну. Дії Росії показують зневагу до норм міжнародного права та територіального суверенітету та цілісності України.[29]
- Аргентина: 15 березня 2014 року представник Аргентини в Раді Безпеки ООН, Марія Персеваль, проголосувала за внесену США резолюцію, яка засуджує референдум 16 березня. Згодом Персеваль сказала, що підтримала резолюцію, оскільки вона затверджувала принцип територіальної цілісності та сприяла конструктивному діалогу заради мирного врегулювання ситуації із залученням всіх політичних суб'єктів конфлікту. Закликаючи утриматись від дій, які гальмуватимуть такі рішення, Персеваль водночас наголосила на тому, що «українці повинні вирішувати свої політичні кризи самостійно. Рада не повинна була давати характеристику ситуації, а першочергово підтримати мир та безпеку у світі. Аргентина сподівається, що всі країни будуть дотримуватися принципу невтручання в справи іншої держави».[30]

19 березня під час прес конференції в Парижі, Президент Аргентини Крістіна Фернандес де Кіршнер, звинуватила Західний світ у подвійних стандартах, які проявилися у засудженні референдуму в Криму, але підтримки референдуму на Фолклендських Островах (заморська територія Сполученого Королівства на яку претендує Аргентина, проте на проведеному референдумі у 2013 році фолклендці проголосували за подальше перебування під британською короною). Президент Путін пізніше висловив свою вдячність Фернандес за її підтримку. Аргентина утрималась при голосуванні за «Резолюція Генеральної Асамблеї ООН про територіальну цілісність України».
- Австралія: 2 березня 2014 року Прем'єр-міністр Тоні Ебботт заявив, що російські дії в Україні були «по своїй суті…не дружніми та сусідськими і Росія повинна забратись звідти».[32] Прем'єр-міністр 3 березня повідомив Палаті представників Австралії що «Росія повинна забратись та вивести свої сили з України, щоб народ країни мав можливість самостійно визначити своє майбутнє». Австралійський уряд скасував заплановану поїздку до Росії Міністра торгівлі Ендрю Робба.[33]
- Боснія та Герцеговина: 2 березня 2014 року Міністр закордонних справ Златко Лагумджія закликав «негайно знизити напруженість заради підтримки миру, безпеки, суверенітету та територіальної цілісності України як повноцінного члена ООН». Також Лагумджія сказав, що «суверенна Україна та її народ мають право визначити власне майбутнє мирним шляхом та шляхом демократичного діалогу, що гарантуватиме стабільність, а міжнародна спільнота має обов'язок підтримувати це».[34]
- Болгарія: 1 березня 2014 року Президент Болгарії Росен Плевнелієв написав у своїй заяві, що "«Болгарія за збереження суверенітету, територіальної цілісності та демократичного майбутнього України». Президент також сказав, що перебування іноземних сил та їхня самовільна діяльність на території суверенної держави «викликає серйозне занепокоєння» та закликав припинити жодні провокаційні дії, що можуть призвести до «непоправних наслідків не тільки в регіоні, але й у світі загалом».[35] У пізнішій заяві того ж дня, після того як Російський парламент дозволив використання російських збройних сил у Криму, Президент Плевнелієв повторив, що «єдине довготривале вирішення проблеми може бути досягнуто мирним способом і якщо це буде гарантувати територіальну цілісність та суверенітет України» та що «використання військових сил для окупації іноземних територій є порушенням законів міжнародного права». Президент також закликав Раду Безпеки ООН та країн-поручителів Будапештського Меморандуму забезпечити мирне вирішення проблеми та уникнути подальшої ескалації конфлікту. На закінчення, Президент Плевнелієв сказав, що «народ України повинен самостійно вирішити яким буде їхнє майбутнє та зробити це демократичним шляхом».[36]
- Канада: 28 лютого 2014 року Міністр закордонних справ Джон Берд привітав новий уряд та наголосив на необхідності дотримання Будапештської декларації 1994 року, яка затверджує український територіальний суверенітет.[37] 1 березня під час телефонної розмови між Президентом США Обамою та Прем'єр-міністром Канади Стівеном Гарпером «підтверджено важливість єдності міжнародної спільноти заради підтримки принципів міжнародного права, майбутнього України та її демократії». Того ж дня Гарпер звинуватив Росію у військовій інтервенції в Україну; він оголосив, що Канада відкликає двох послів з Росії та анулює підготовку до 40-го саміту «G8», який мала очолювати Росія.[38] 3 березня Палата громад Канади прийняла одностайне звернення, в якому засудила втручання Росії в Крим.[39] Після цього Прем'єр-міністр Гарпер назвав дії Росії «вторгненням та окупацією», а Міністр закордонних справ Берд порівняв це з нацистською окупацією Судетського регіону Німеччиною в 1938 році.[40] Канада припинила будь-яке військове співробітництво з Росією. 4 березня на Парламентському пагорбі Оттави був піднятий український прапор.[41][42] 7 березня 2014 року Канада вимагала протягом 24 годин всіх російських військовослужбовців (щонайменше дев'ятьох) покинути територію України.[43]
- Чад: 15 березня 2014 року представник Чаду в Раді Безпеки ООН, Мемет Зене Черіф, проголосував за резолюцію, яка засуджувала кримський референдум 16 березня. Він зазначив, що уряд Чаду підтримує суверенітет та територіальну цілісність України.[30]
- Чилі: 15 березня представник Чилі в Раді Безпеки ООН, Октавіо Ерразуріс, проголосував за резолюцію, яка осуджує кримський референдум 16 березня. Він зазначив, що це було «доцільне реагування на кризу в Україні. Будапештський меморандум вимагав від сторін збереження незалежності та поточних кордонів України, а також утримання від військових заходів. Запланований референдум не відповідав нормам Конституції України». Також Ерразуріс підкреслив, що в даній ситуації є «досить важливо забезпечити дотримання законів на національному та міжнародному рівні. Українці повинні обрати своє майбутнє через демократичні процеси, які поважають права меншин. Криза повинна бути вирішена шляхом мирного діалогу і Чилі прикро, що Рада нездатна підтримати резолюцію через використання вето. Рада не виконала свій обов'язок».[30]
- Китай: 2 березня 2014 року речник Міністерства закордонних справ, Цінь Ган, заявив, що Китай засуджує нещодавнє екстремістське насильство в країні та закликає усі сторони вирішувати свої суперечки мирним шляхом. Китай завжди дотримується принципу невтручання у внутрішні справи та поважає незалежність, суверенітет та територіальну цілісність України. Він закликав усі сторони знайти вирішення проблеми шляхом діалогу, який буде оснований на нормах міжнародного права та приципах, що регулюють міжнародні відносини.[44]

4 березня Президент Китаю Сі Цзіньпін у телефонній розмові з Путіним висловив впевненість у здатності Путіна досягти політичного рішення шляхом переговорів з усіма залученими сторонами. Він заявив, що Китай підтримує пропозиції та посередницькі дії міжнародної спільноти у вирішенні ситуації.
21 листопада в.о. очільника Департаменту Європейських та Центрально-азійських справ Міністерства закордонних справ Китаю, Гуї Конью, повідомив російським ЗМІ наступне: «Ми проти будь-якої національності, яка набуває незалежності за допомогою референдумів. Що стосується Криму, то він має дуже специфічні особливості. Ми добре знаємо історію приналежності Криму… Китай реагує з цілковитим розумінням на виклики та загрози, з якими стикається Росія у зв'язку з українським питанням і підтримує підхід Москви до врегулювання ситуації».
- Колумбія: Міністерство закордонних справ від імені уряду оприлюднило прес-реліз, в якому заявило про «глибоку стурбованість ситуацією в Україні», а також висловила припущення про «акти насильства, що мали місце в останні пару днів». У цій же заяві Колумбія закликала уряд України «гарантувати безпеку, права людей та основні свободи своїх громадян».
- Куба: Міністр закордонних справ Куби, Бруно Родрігес, засудив «лицемірство, подвійні стандарти та агресію» Вашингтона та НАТО, які виявились в усуненні Януковича від влади та застеріг Західний світ від будь-якої спроби поширити досяжність НАТО до кордонів Росії. Він вважає ці події грубим порушенням міжнародних законів та Статуту ООН, що несе загрозу миру, безпеки та глобальної стабільності.[46]
- Чехія: 1 березня 2014 року Міністр закордонних справ Чехії Любомир Заоралек заявив наступне: «Я однозначно засуджую кроки, які зробила Росія за останні дні…. Росія взяла на себе зобов'язання не тільки поважати територіальну цілісність та суверенітет України, але й гарантувати їх». Він також сказав, що це нагадує йому вторгнення військ Варшавського договору до Чехословаччини. 6 квітня 2014 року Президент Чеської Республіки Мілош Земан заявив у інтерв'ю чеському радіо, що ЄС повинні ввести найжорсткіші санкції проти Росії, оскільки «в даний момент Росія вирішила розширити свою територіальну експансію на схід України, і це дуже серйозно, оскільки може спричинити ланцюгову реакцію».[47] Але він також висловив думку, що Крим не буде повернутий Україні в найближчому майбутньому. Земан також сказав наступне: «Хоча я розумію інтереси російськомовної більшості Криму, яку Хрущов приєднав до України, але водночас ми маємо досвід з російським військовим вторгненням 1968 року».[48]
- Данія: 2 березня 2014 року Міністр закордонних справ Данії Мартін Лідегор заявив, що «Це часткове вторгнення в Україну Росією». Він дав зрозуміти, що Данія тісно співпрацює з ЄС та готує засуджуючу заяву. Також Лідегор закликав Росію поважати міжнародне право.[49]
- Фінляндія: 1 березня 2014 року Міністр закордонних справ Фінляндії Ерккі Туоміоя заявив, що Росія здійснює військове захоплення Криму і через це порушує міжнародні договори і закони.[50]
- Франція: Представник Міністерства закордонних справ Франції Ромен Надал висловив стурбованість подіями в Криму та закликав Міністра закордонних справ Лорана Фабіуса негайно закликати зберегти єдність і цілісність України.[51]
- Німеччина: Канцлер Німеччини Ангела Меркель назвала дії Росії «неприйнятними» та такі, що порушують міжнародне право. Меркель нагадала, що Росія визнала незалежність України у 1994 році і зараз не дотримується Будапештського Меморандуму щодо гарантії безпеки України.[52][53] У політичній заяві, поданій до Бундестагу, вона заявила, що «територіальна цілісність України не піддається перегляду».[54] Також вона повідомила, що Путін «живе в іншому світі», коли говорить з Бараком Обамою по телефону.[55] Канцлер Меркель заявила, що «так званий референдум… , який проголосив незалежність… та входження Криму в Російську Федерацію є, на наш погляд, у протиріччі з міжнародним правом та що це ганебно, коли Росія порівнює незалежність Косова з референдумом у Криму».[56][57] У березні 2015 року, після переговорів з Петром Порошенком, Ангела Меркель заявила, що анексія порушує міжнародне законодавство, і тому метою Німеччини є відновлення української влади на Кримському півострові.
- Святійший Престо́л: Папа Франциск звернувся до міжнародної спільноти «підтримати будь-яку ініціативу, яка призведе до діалогу та злагоди».[58]
- Угорщина: У заяві, опублікованій 1 березня 2014 року, Міністерство закордонних справ Угорщини виразило стурбованість ситуацією на Кримському півострові. Міністерство зазначило, що чотири міністри закордонних справ Вишеградської групи попросили як керівників уряду Києва, так і політичних лідерів Донецької області утриматися від провокаційних кроків, які можуть підвищити напругу і призвести до насильства.[59] Реакцію угорського уряду вдома критикували за те, що вона поблажливо ставиться до Росії; наприклад, через недавню угоду, яку Прем'єр-міністр Віктор Орбан уклав з Росією щодо розширення атомної електростанції в Пакші. Крім того, Міністр закордонних справ Угорщини запевнив етнічних угорців в Україні, що Угорщина захищатиме їхні інтереси.[60]
- Ісландія: Ісландія засудила дії Російської Федерації в Криму та висловила повну підтримку українському народові. Про це заявив Міністр закордонних справ Ісландії Гуннар Брагі Свейнссон журналістам у Києві 22 березня 2014 року.[61]
- Індія: Індійський уряд прийняв відносно зважену позицію щодо ситуації в Україні. Індія в минулому не підтримувала демократичні цінності в інших державах і заявила в офіційній заяві, що вони будуть спостерігати за ситуацією в Україні та будуть поважати рішення обох сторін до тих пір, поки вони будуть мирними.[62] Індія була першою великою країною, яка визнала анексію Криму, але утрималась від постанови про територіальну цілісність України, обгрунтовуючи своє рішення тим, що це має бути вибір народу Криму. Міністерство закордонних справ попросило своїх громадян, зокрема студентів, покинути Донецьку та Луганську області та попередила індійських мандрівників бути обережними та уникати неважливих поїздок на східну та південну частини України.[63] 11 грудня 2014 року голова Кримської Республіки Сергій Аксьонов підписав меморандум про співпрацю між Республікою Крим та «Індійськими бізнес-людьми» під час свого першого закордонного візиту.[64] У відповідь на цей візит Президент України Петро Порошенко зауважив, що Індія стояла осторонь від «решти цивілізації» та приділяє більше «уваги грошам», аніж «цінностям».[64]
- Індонезія: Міністр закордонних справ Індонезії Марті Наталегава виступив із заявою, в якій висловив глибоку стурбованість ситуацією в Україні. Він охарактеризував ситуацію в Україні як «міжнародну кризу, яка небезпечна не тільки для суверенітету та територіальної цілісності України, але й може посилити напругу у відносинах між задіяними країнами». Індонезія визнає суверенітет України і закликає сторони вирішити це питання мирними засобами. Індонезія також закликала Раду Безпеки ООН, включаючи постійних членів, «взяти на себе відповідальність відповідно до Статуту Організації Об'єднаних націй та підтримати міжнародний мир та безпеку у відповідь на кризу в Україні». У заяві також пропонувалося ООН направити спеціального представника до постраждалих регіонів.[65]
- Ірландія: Заступник голови уряду Ірландії та Міністр закордонних справ Імон Гілмор висловили стурбованість подіями в Україні. Закликали Російську Федерацію дотримуватися міжнародних прав та поважати територіальну ціліснісність та незалежність України. Ірландія закликала усі сторони «досягнути діалогу, через який можна вирішити всі проблеми законним шляхом» та наголосила на необхідності «уникнення будь-яких провокацій».[66][67]
- Ізраїль: У заяві Міністерства закордонних справ Ізраїлю за 5 березня 2014 року зазначається наступне: «Ізраїль з великою стурбованістю стежить за подіями в Україні, прагне миру для всіх громадян і сподівається, що ситуація не переросте до людських жертв. Ізраїль сподівається, що криза в Україні буде вирішена дипломатичними засобами та мирним шляхом».[68]
- Італія: Прем'єр-міністр Італії Маттео Ренці звинуватив Путіна у скоєнні «неприпустимого порушення».[69][70] 19 березня під час виступу в Палаті депутатів Ренці заявив, що референдум щодо статусу Криму є незаконним і що країни «Великої вісімки» повинні об'єднатись заради вирішення кризи та запобігти повернення до холодної війни.[71] У заяві МЗС зазначається: "«Італія та її європейські партнери рішуче засуджують порушення суверенітету та територіальної цілісності України і закликають Росію негайно відкликати свої військові сили. Розглядаємо політико-дипломатичний канал як єдиний спосіб виходу із кризи».[72]
- Японія: Міністерство закордонних справ Японії оприлюднило заяву, в якій зазначило, що дозвіл «на використання збройних сил Російської Федерації в Україні посилює напругу в регіоні та зашкодить миру та стабільності міжнародної спільноти», а також що «у зв'язку з цим Японія висловлює серйозне занепокоєння і стурбованість цим рішенням. … Японія сподівається, що ситуація в Україні буде врегульована мирним шляхом і наполегливо закликає всі зацікавлені сторони поводитися з максимальною стриманістю та відповідальністю та повністю дотримуватися відповідних міжнародних законів».[73]
- Йорданія: 15 березня 2014 року Йорданія проголосувала за резолюцію, яка засуджує референдум 16 березня. Посол Йорданії Зейд Раад Зейд Аль-Хусейн заявив, що він проголосував за резолюцію з поваги до суверенітету України, її територіальної цілісності та незалежності, а також за принципи невтручання у внутрішні справи України іншими державами. Підкреслюючи важливість дотримання Статуту Організації Об'єднаних Націй, особливо статті 1 «про мирне врегулювання суперечок», він зазначив, що Крим знаходиться під суверенітетом України.[30]
- Ліхтенштейн: 5 березня Міністр закордонних справ Аурелія Фрік від імені уряду Ліхтенштейну висловила надію на мирне вирішення кримського конфлікту та закликала всі сторони підтримати суверенітет України.[74]
- Північна Македонія: Міністерство закордонних справ Македонії оприлюднило заяву, в якій висловило занепокоєння щодо ескалації ворожнечі в Україні. Македонія закликала вжити всіх необхідних заходів для невідкладного послаблення напруженості, підкреслюючи необхідність налагодження політичного діалогу щодо тих проблем, з якими стикаються громадяни України, і для вирішення яких необхідна участь усіх зацікавлених сторін. Також уряд Македонії закликав до поміркованості та відповідальності.[75]
- Малайзія: Малайзія через свого Міністра закордонних справ висловила глибоке занепокоєння щодо подій в Україні, зокрема ситуацією на Кримському півострові. Враховуючи дружні стосунки Малайзії з Росією та Україною, уряд закликає обидві країни працювати над мирним вирішенням ситуації. Малайзія також сподівається, що обидві сторони застосують помірковані підходи і знайдуть взаємоприйнятне рішення. Інтересам, добробуту та безпеці жителів України слід віддавати першочерговий пріоритет, що вплине на загальну стабільність та мир у регіоні. Малайзія також підтримує всі мирні зусилля, включаючи міжнародні дипломатичні ініціативи, спрямовані на вирішення кризової ситуації в Україні. Усі залучені сторони повинні дотримуватися верховенства права, діяти відповідально та прагнути до мирного врегулювання конфлікту.[76]
- Мексика: 4 березня 2014 року Міністерство закордонних справ Мексики опублікувало прес-реліз, в якому висловило глибоку стурбованість погіршенням ситуації в Україні та підтримку закликів до поваги національної єдності та територіальної цілісності країни, відповідно до Статуту ООН та міжнародного права.[77]
- Чорногорія: 5 березня 2014 року уряд Чорногорії виступив із заявою, в якій засудив «грубе порушення суверенітету та територіальної цілісності України та агресію російських збройних сил».[78]
- Нова Зеландія: 3 березня 2014 року Прем'єр-міністр Нової Зеландії Джон Кі, виступаючи в ранкових новинах та на ток-шоу «Breakfast», повідомив, що зростання напруженості в Україні викликає «глибоке занепокоєння». Прем'єр-міністр також заявив, що, хоча Росія має реальні інтереси в Україні та в Криму, проте він погодився із засудженням США дій Росії, підкресливши, що це буде «катастрофою, якщо в Україні буде велика проблема».[79]
- Нікарагуа: 27 березня 2014 року Нікарагуа офіційно визнала Крим як частину Російської Федерації.[80][81]
- Нігерія: У. Джой Огво, представник Нігерії в Раді Безпеки ООН, проголосувала за підтримку резолюції, яка засуджує референдум 16 березня; вона проголосувала «за», оскільки текст втілив принципи, закріплені в Статуті Організації Об'єднаних Націй, який зобов'язував держави-члени вирішувати суперечки мирними способами. Вказуючи, що проект резолюції не є унікальним для країни текстом, вона заявила, що мирне врегулювання територіальної суперечки між Нігерією та Камеруном через Міжнародний суд має бути маяком в даному процесі. Нігерія виступила проти односторонніх дій, спрямованих на зміну конфігурації країни.[30]
- Північна Корея: 15 березня 2014 року посол Північної Кореї в Росії висловив підтримку Російській позиції.[82]
- Норвегія: Міністерство закордонних справ Норвегії засудило російську військову ескалацію на Кримському півострові. «Російська влада повинна негайно задовольнити український запит на діалог для вирішення кризи без насильства» ― заявив Міністр закордонних справ Норвегії Берге Бренде.[83]
- Пакистан: Речник Міністерства закордонних справ Пакистану Тасним Аслам під час щотижневого брифінгу висловив сподівання, що політичну кризу в Україні буде вирішено мирними засобами та заявив, що переговори та дипломатія ― єдиний варіант вгамувати ситуацію.
- Філіппіни: У заяві Департаменту закордонних справ Філіппін сказано про «глибоку стурбованість щодо подій в Україні» і закликано всі сторони «проявляти стриманість та не призводити до ескалації конфлікту шляхом застосування сил; дотримуватися зобов'язань, передбачених міжнародним правом». Заява також «закликає всі сторони вирішити кризу шляхом діалогу». В окремій заяві 4 березня Департамент також підвищив рівень небезпеки в Україні до другого «з огляду на постійну напругу в цій країні» і порадив філіппінцям в Україні «обмежувати свої необов'язкові переміщення, уникати громадських місць, уважно стежити за розвитком подій та підготуватися до можливої евакуації».[84]
- Польща: 1 березня 2014 року Польща «„наполегливо закликає дотримуватися принципів територіальної цілісності України та норм міжнародного права, включаючи основні принципи Організації з безпеки і співробітництва в Європі … Ми закликаємо держави, які підписали Будапештський меморандум у грудні 1994 року та надали, таким чином, Україні гарантії безпеки, поважати та виконувати свої зобов'язання“, ― йдеться у заяві МЗС.[85]

6 березня 2014 року Міністр оборони Польщі Томаш Семоняк заявив про прибуття 12 американських винищувачів „F-16“ та 300 військових особового складу на прохання Польщі до НАТО. Військову допомогу було надано Міністром оборони США Чаком Гейгелом. Ситуація в Україні, сказав Семоняк на прес-конференції, „є надзвичайно серйозною“. Зміна кордонів не є прийнятною ситуацією. Також є неприйнятним блокування спостерігачів ОБСЄ в Криму. Авіаційний загін „F-16 AvDet“ планується розмістити на базах ВПС у Лаську та Повідзі. Президент Польщі Броніслав Коморовський у вівторок 11 березня 2014 року відвідав із Семоняком базу ВПС у Лаську та повідомив про нагальну необхідність подальших військових витрат на багатоцільову програму „F-16“. Прем'єр-міністр Польщі Дональд Туск закликав змінити енергетичну політику ЄС, оскільки залежність Німеччини від російського газу створює ризики для Європи. 11 березня 2014 року Туск заявив, що нинішня ситуація в Криму є лише фазою тривалої кризи, але Польща не визнає територіальний розпад суверенної України. 29 серпня Міністерство закордонних справ Польщі офіційно визнало „наступальну акцію російських збройних сил у південних районах Донецької області, зокрема в околицях міста Новоазовськ, як агресію за міжнародним правом“.
- Румунія: 2 березня 2014 року Президент Румунії Траян Бесеску заявив, що будь-яка російська військова присутність в Україні, без схвалення України та поза межами двосторонніх домовленостей, буде розглядатися як акт агресії.[91] 6 березня Президент Румунії виступив з більш рішучою позицією, заявивши, що „те, що Росія зробила в Україні, ― це агресія проти цієї країни“.[92] 400 000 румунських громадян України повинні відіграти активну роль і робити більше для підтримки США та Європи в діалозі з Росією.[93]
- Руанда: 15 березня посол Руанди Єжен-Річард Гасана проголосував у Раді Безпеки ООН за резолюцію, яка засуджує референдум 16 березня в Криму. Він сказав, що час, який був витрачений на написання резолюції не був результативним. Настав час для відвертого діалогу, а не риторики, яка б ізолювала країну. Ситуація в Україні та Криму розгорталися швидко, а тиск, який чинили деякі країни, відвернув увагу від ретельного аналізу першопричин конфлікту. Руанда закликала Україну розпочати інклюзивний національний діалог, а міжнародна спільнота повинна допомогти уникнути подальшого погіршення ситуації.[30]
- Сербія: 5 листопада 2014 року Міністерство закордонних справ Сербії оприлюднило заяву, в якій „знову хоче затвердити, що Сербія підтримує територіальну цілісність і суверенітет України“.[94] У заяві Міністерства закордонних справ говориться, що Сербія також підтримує продовження мирного процесу, з твердою вірою, що тільки діалог може привести до вирішення конфлікту згідно з нормами міжнародного права та з дотриманням Статуту ООН.
- Сінгапур: 5 березня Міністр закордонних справ Сінгапуру К. Шанмугам виступив у парламенті, оприлюднивши офіційну позицію Сінгапуру: „Ми рішуче виступаємо проти будь-якого незаконного вторгнення в суверенну країну під будь-яким приводом чи виправданням. Російські війська не повинні перебувати в Україні і це порушення міжнародного права. Суверенітет і територіальну цілісність України повинні поважати інші країни. Необхідно дотримуватися міжнародного права. Тут не може бути жодних виправдань“».[95]
- Словенія: Прем'єр-міністр Аленка Братушек заявила, що потрібно зробити все для того, щоб в Україні не стався військовий конфлікт, а Міністерство закордонних справ запропонувало стати посередником для ЄС.[96]
- Південно-Африканська Республіка: 2 березня 2014 року речник Нельсон Кгвете заявив, що «уряд Південної Африки хотів би висловити своє глибоке занепокоєння з приводу розпочатої політичної ситуації в Україні», і що «„ми продовжуватимемо стежити за ситуацією та заохочувати міжнародні дипломатичні дії, які будуть спрямовані на створення тривалого мирного вирішення проблеми“.[97]
- Південна Корея: 15 березня представник Республіки Корея в Раді Безпеки ООН Ох Джун проголосував за внесену США резолюцію, яка засуджує референдум 16 березня в Криму. Він підкреслив, що „проголосував за текст, який втілює важливі принципи, такі як суверенітет, територіальну цілісність та єдність. Цих принципів слід дотримуватися. Сьогоднішня невдача в затвердженні цього тексту не має закрити вікно для дипломатичного вирішення проблеми“ ― наголосив він.[30]
- Іспанія: Міністерство закордонних справ та співробітництва Іспанії оприлюднило заяву, яка підтримує новий український уряд. У заяві сказано наступне: „Іспанський уряд стурбований ситуацією в Україні, яка залишається невизначеною та нестабільною. Сьогоднішня напруга в Криму особливо хвилює“». Уряд також висловив «повну підтримку територіальної цілісності України» та закликав усіх суб'єктів «співпрацювати у пошуку рішення, відкидаючи будь-яке використання сили».[98]
- Шрі-Ланка: Уряд Шрі-Ланки назвав відсторонення Януковича неконституційним. Шрі-Ланка вважає занепокоєння Російської Федерації виправданим і вітає будь-які спроби деескалації напруги.[99]
- Швеція: 2 березня 2014 року Прем'єр-міністр Швеції Фредрік Райнфельдт заявив у інтерв'ю радіо «Sveriges» наступне: «Зрозуміло чому Росія розпочала активні дії та хвилюється щодо російської меншини Криму та східної України, але є не прийнятним, як саме вона це робить. Можна вийти на розмову з українським урядом і таким чином заспокоїти ситуацію».[100] В інтерв'ю 19 березня він заявив, що російське керівництво «робить стільки помилок, скільки може, порушуючи міжнародне право та структуру колективної безпеки, яку ми побудували під час завершення холодної війни. Ми виражаємо велике занепокоєння щодо цього».[101] Міністр закордонних справ Карл Більдт написав 1 березня 2014 року наступний «твіт»: «Російське військове вторгнення в Україну явно суперечить міжнародному праву та принципам європейської безпеки».[102] Він також додав у інтерв'ю ввечері того ж дня: «Немає сумнівів, що те, що зараз відбувається, є малозамаскованим російським захопленням Криму».[103]
- Сирія: Президент Сирії Башар аль-Асад висловив підтримку зусиллям Путіна «відновити безпеку та стабільність у дружній державі ― Україні».[104]
- Туреччина: 28 лютого 2014 року Міністр закордонних справ Туреччини Ахмет Давутоглу заявив, що «для Туреччини важлива демократія та основана на демократії політична стабільність українського майбутнього», і що «Крим важливий для Туреччини, оскільки це двері Туреччини в Україну, і це також важливо для наших татарських співвітчизників».[105] 5 березня 2014 року Президент Туреччини Абдулла Гюль заявив, що проблеми повинні вирішуватися в рамках міжнародного права з повагою до української політичної єдності та кордонів.[106] Президент Туреччини Реджеп Ердоган зазначив: «На жаль, протягом історії право кримськотатарського народу гідно жити на власній батьківщині було підірвано колективними депортаціями та репресіями. Сьогодні ми спостерігаємо незаконну анексію Криму та інші сумні події»."[107]
- Сполучене Королівство Великої Британії та Північної Ірландії: Міністр закордонних справ Вільям Гейґ заявив, що «глибоко стурбований» ескалацією напруженості та рішенням російського парламенту дозволити військові дії. Він також зазначив, що «ця акція є серйозною загрозою суверенітету, незалежності та територіальної цілісності України. Ми засуджуємо будь-який акт агресії проти України».[108] 2 березня 2014 року Прем'єр-міністр Великої Британії Девід Кемерон оголосив, що урядовці планують бойкотувати зимову Паралімпіаду 2014 року в Сочі через ситуацію в Криму, а принц Едуард вже скасував поїздку в Сочі на Ігри «за порадою уряду». Щоправда, ці рішення не вплинуть на участь Великої Британії в Іграх.[109] Камерон також сказав: «Ніякий обман і збочений демократичний процес чи перекошені історичні відсилки не можуть компенсувати той факт, що це вторгнення в суверенну державу та захоплення частини території без жодної поваги до закону цієї країни чи міжнародного права» ".[110]

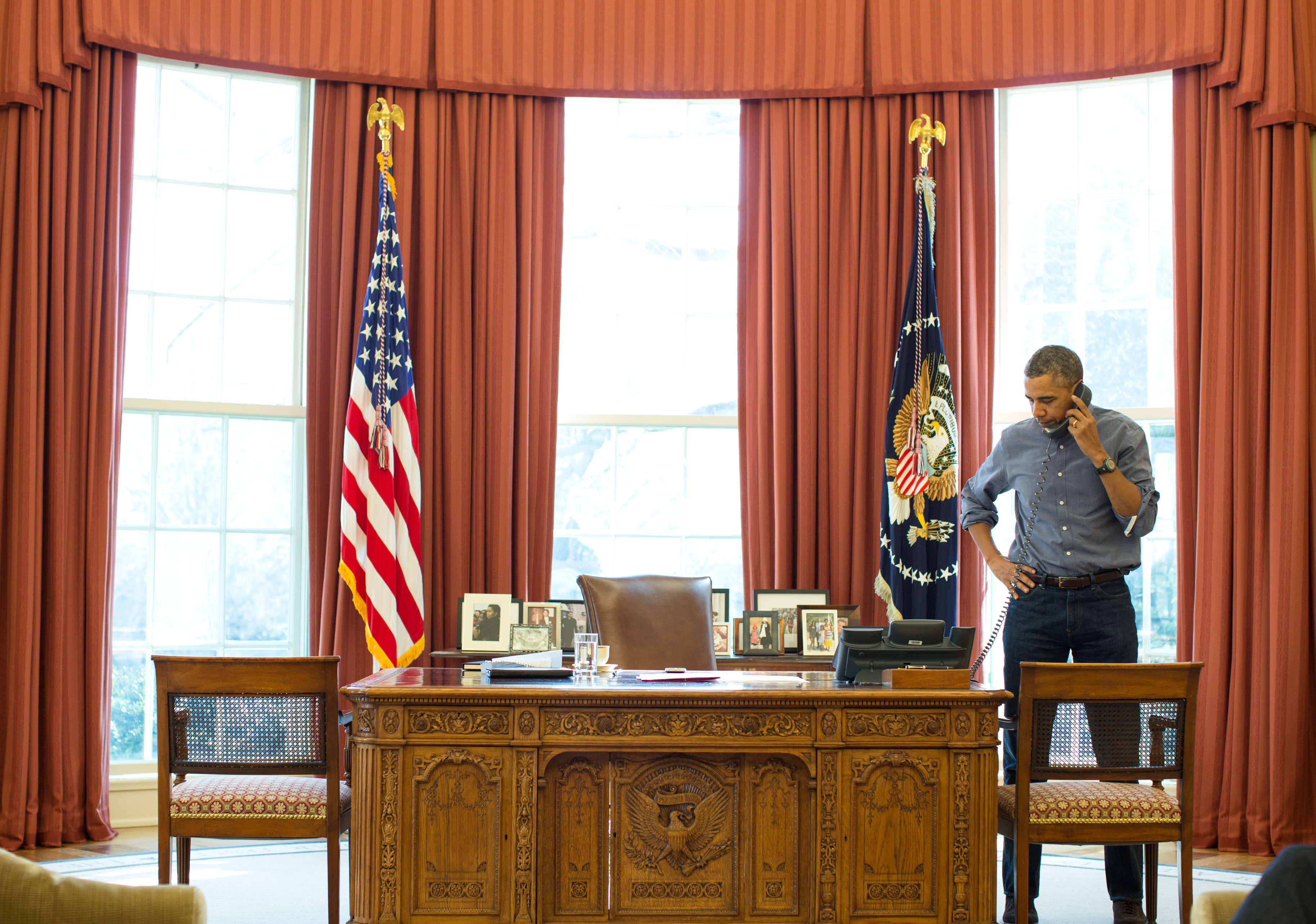
Президент США спілкується по телефоні з Президентом Володимиром Путіним про Україну в себе у офісі, 1 березня 2014

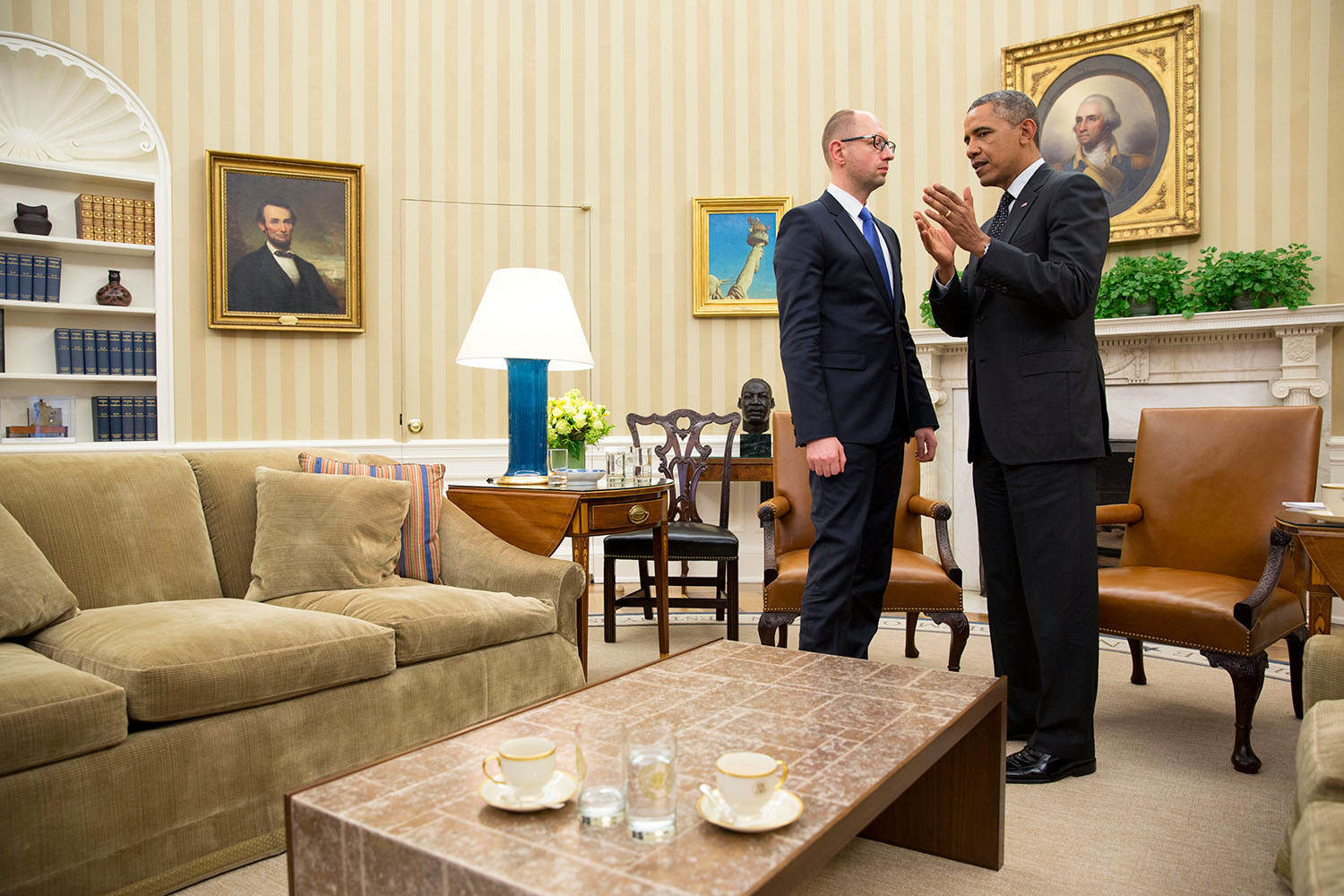
Президент Барак Обама спілкується з українським Прем'єр-міністром Арсенієм Яценюком, 12 березня, 2014.

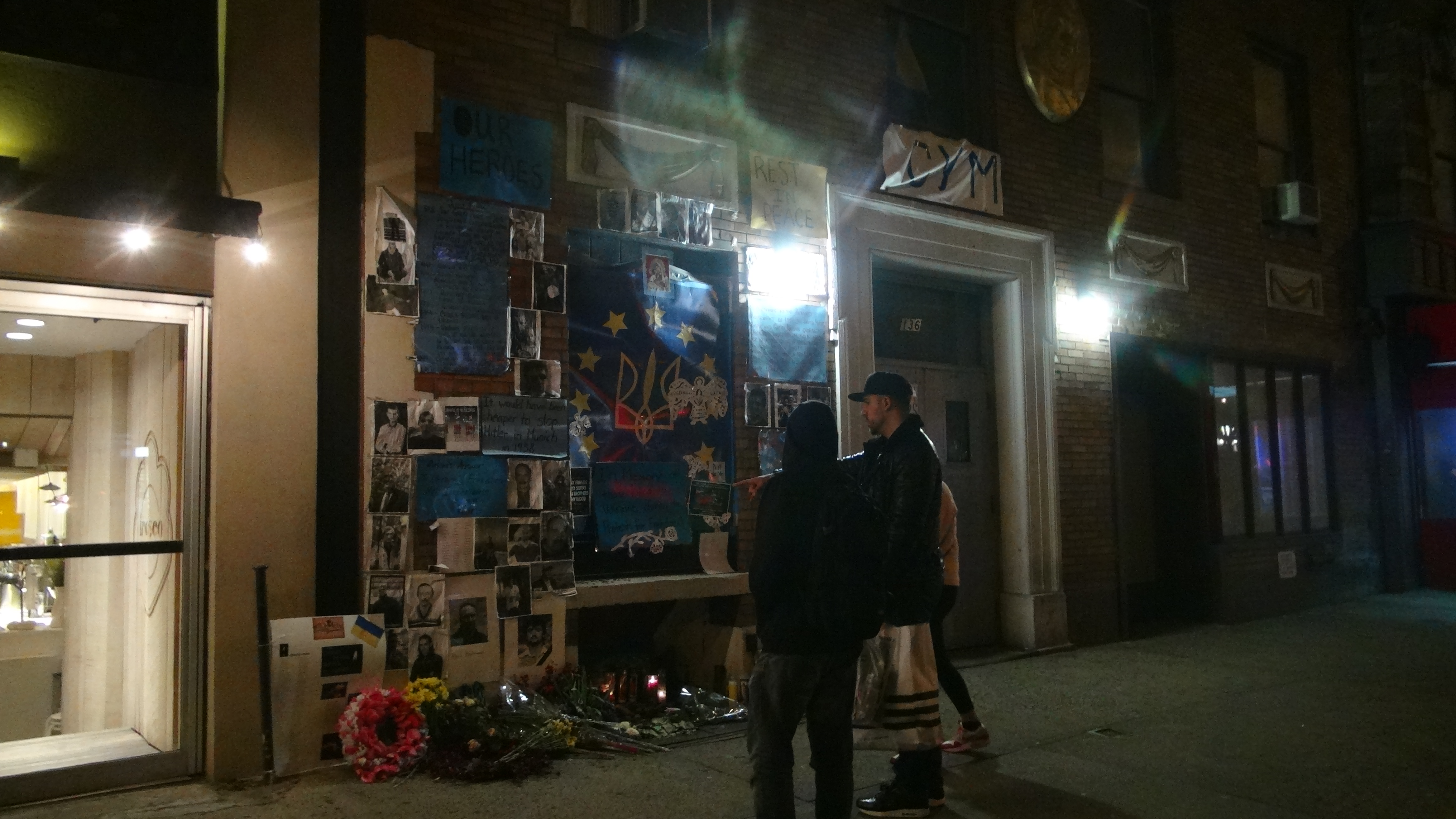
Українська стіна в Нью-Йорку біля Українського народного дому

- Сполучені Штати Америки: 28 лютого 2014 року було оприлюднено заяву Президента США Барака Обами, в якій закликалося Росію не втручатися в справи Криму. У заяві зазначається, що президент Обама «глибоко стурбований повідомленнями про військові рухи, здійснені Російською Федерацією всередині України». Він додав, що «будь-яке порушення суверенітету та територіальної цілісності України буде глибоко дестабілізуючим, що не є в інтересах України, Росії чи Європи», і що це буде «явним порушенням зобов'язань Росії поважати незалежність, суверенітет і кордони України та міжнародні закони».[111] 1 березня 2014 року Обама провів телефонну розмову з Путіним і заявив, що вторгнення Росії було «порушенням українського суверенітету та територіальної цілісності … [та] порушенням міжнародного права». Він попередив про «більшу політичну та економічну ізоляцію» та погрожував вивести США з 40-го саміту «G8» під головуванням Росії.[112]

2 березня 2014 року Державний секретар США Джон Керрі в інтерв'ю «Face the Nation» засудив «вторгнення Росії» в Україну. Він назвав це «неймовірним актом агресії», і сказав, що «ви не можете поводитись в 21 столітті за модою 19 століття, вторгуючись в іншу країну за цілком сфабрикованою причиною».
3 березня 2014 року речник Ради національної безпеки США Кейтлін Гейден заявила, що США не відправлять делегацію президента на Зимові параолімпійські ігри 2014 року в Сочі, «додатково до інших заходів, які ми вживаємо у відповідь щодо ситуації в Україні». Як і у випадку з британськими діями щодо бойкоту, це не вплине на участь країни в самих Іграх.
6 березня 2014 року Обама підписав «Виконавчий наказ 13660», що блокує майно певних осіб, що сприяють ескалації ситуації в Україні.
17 березня 2014 року Обама підписав «Виконавчий наказ 13661», що блокує майно додаткових осіб, що сприяють ескалації ситуації в Україні та розширює сферу застосування попередніх санкцій, введених «ВН 13660», включаючи заморожування активів деяких російських державних чиновників у США та недопуск їх на територію США.
113-й Конгрес Сполучених Штатів розглянув декілька різних законодавчих актів, які пропонують Україні різний рівень допомоги та введення санкції «проти тих, хто підриває безпеку чи незалежність України або замішаний у корупцію в Україні або Росії».
3 квітня Міністерство енергетики США повідомило російську державну ядерну корпорацію «Росатом» про призупинення декількох мирних проектів ядерного співробітництва.
- Уругвай: 20 лютого 2014 року Міністерство закордонних справ Уругваю засудило випадки насильства та закликало зацікавлені сторони вирішувати розбіжності за допомогою діалогу.[120]
- Венесуела: 7 березня 2014 року Міністерство закордонних справ оприлюднило заяву, в якій написало, що президент Ніколас Мадуро «засуджує переворот, здійснений екстремістськими угрупованнями в Україні через стратегії протидії, яку просував з-за кордону уряд Сполучених Штатів та їх союзники по НАТО». Далі було зазначено, що «встановлення фактичної влади в Києві не лише загрожує національній єдності України, але й стабільності всього регіону, оскільки це загрожує громадянам України російського походження та суверенітету РФ».[121][122]
- В'єтнам: 5 березня 2014 року речник Міністерства закордонних справ В'єтнаму Ле Хай Бінь заявив: «Ми сподіваємось, що в Україні незабаром буде відновлена стабільність і всі питання будуть вирішені законним шляхом заради українського народу, миру і розвитку в регіоні та світі».[123]
- Зімбабве: 22 грудня 2014 року зімбабвійський Міністр охорони навколишнього середовища Касукувере став першим неросійським політиком, який відвідав Крим з моменту його анексії в березні 2014 року, «щоб надати поради щодо боротьби з міжнародними санкціями».[124] Зімбабве також проголосувало проти «Резолюції 68/262» Генеральної Асамблеї Організації Об'єднаних Націй, в якій розглядалося визнання Криму територією України та заперечення кримського референдуму 2014 року.[124]

### Спільні заяви
/  Литва/Польща: Президенти двох країн запросили НАТО на консультації згідно зі «4 статтею» спільного договору, стверджуючи, що Росія здійснює військові маневри в Калінінграді, поблизу обох своїх кордонів.